# Inocybe angulatosquamulosa
Inocybe angulatosquamulosa är en svampart som tillhör divisionen basidiesvampar, och som beskrevs av Johann Stangl. Inocybe angulatosquamulosa ingår i släktet Inocybe, och familjen Crepidotaceae. Arten är reproducerande i Sverige.